# Hylaeus scutellatus
Hylaeus scutellatus là một loài Hymenoptera trong họ Colletidae. Loài này được Spinola mô tả khoa học năm 1838.